# Ильинское (Киржачский район)

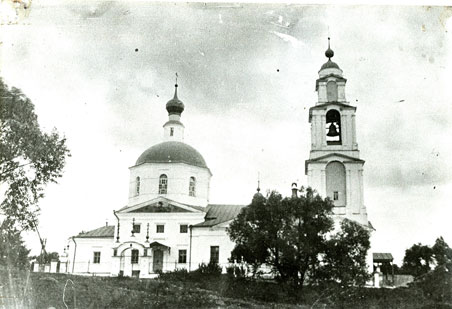
Свято-Георгиевский храм
Фотография конца XIX — начала XX века

Ильинское — село в муниципальном образовании Першинского сельского поселения Киржачского района Владимирской области России. Расположено около рек Молодынь и Киржач.

## География, геология
С 1708 года село Ильинское входило во Владимирскую провинцию в составе Московской губернии. В 1778 году создано самостоятельное Владимирское наместничество. В 1796 году наместничество преобразовано во Владимирскую губернию, разделённую на 10 уездов. Село вошло в состав Финеевской волости Покровского уезда. В 1921 году Покровский уезд упразднён, а вместо него образован Киржачский уезд. Ещё через 3 года упразднён Киржачский уезд. 14 января 1929 года Владимирская губерния и все её уезды были упразднены, а их территория разделена между Ивановской промышленной и Нижегородской областями. С 14 августа 1944 года входит в состав Киржачского района Владимирской области.
Расположено в Киржачской зандровой равнине (абсолютные высоты 140-150 метров над уровнем моря). Киржачская зандровая равнина отличается слабо-волнистым рельефом поверхности, значительной заболоченностью.Долины рек извилистые, склоны умеренные, местами крутые, слабо расчленённые неглубокими оврагами и долинами притоков.
Водоносных горизонтов два:
- Ассельско-клязьменский водоносный горизонт, приуроченный к карбонатным породам нижней перми и верхнего карбона. Мощность горизонта от 35 до 60 метров, глубина залегания от 40 до 80 метров под толщей четвертичных, меловых глинистых песков и юрских глин.
- Водоносный горизонт четвертичных аллювиально-флювиогляциональных отложений (глубина скважин 12-30 м).

Окрестные леса принадлежат Киржачскому лесничеству. По своему целевому назначению они относятся к защитным и эксплуатационным лесам.

## История
В середине XII — начале XIII веков территория принадлежала Ростово-Суздальскому княжеству. Существовало ли село в это время неизвестно.
В писцовых книгах 1628 года Ильинское записано за стольником, князем Михаилом Петровичем Пронским. в селе находилась церковь святого страстотерпца Георгия «древяна клецки — строение вотчинниково» («клецки», или «клетски» — клетью, как изба). По окладным книгам того времени, церковь платила в патриаршую казну 8 денег, что говорит о бедности Ильинского прихода, которая подтверждается ещё и тем, что в 1636—1643 годах церковь была «в доимках» перед патриаршей казной, то есть вовсе не уплачивала ежегодной дани.
В 1639 году Ильинское значилось вотчиной «князь Петровы жены Володимеровича Ростовского княгини Овдотьи», в 1673 году в вотчине боярина князя Якова Никитича Одоевского. По переписным книгам 1678 года в приходе состояло 57 дворов.
Дальнейших сведений о церкви в Ильинском до конца XVIII века не имеется.
В документах 1799 года местный священник показывал, что деревянная церковь построена усердием прихожан, она древняя.
В 1810 году вместо деревянной церкви закладывается каменный храм, в 1821 году освящена трапезная, а в 1823 году главный престол. В 1853-55 годы трапезная расширена. С тех пор не было никаких перестроек. Престолов в храме три: в холодном святого великомученика Георгия, в трапезе тёплой в честь Казанской иконы Пресвятой Богородицы и святого пророка Илии. Утварью, ризницей, святыми иконами и богослужебными книгами церковь была довольно богата. Из прежней церкви хранились две древние деревянные иконы Святителя Николая Чудотворца и святого великомученика Георгия, а в церковном архиве опись прежней церкви и её имущества в особой тетради, выданной из Переславской духовной консистории в 1780 году.
Церковные документы хранятся в целости: копии с метрических книг с 1803 года, исповедные росписи с 1829 года. Причта по штату было положено: священник и псаломщик. На содержание их получалось от служб и требоисправлений до 680 рублей в год, земля пахотная и сенокосная давала доход только для продовольствия причта. Дом для священника церковно-приходской, у псаломщика собственный. Земли при церкви: усадебной 1 десятина, пахотной 25 десятин, сенокосной 1 десятина неудобная. Священник церкви протоиерей Михаил Соловьёв, был штатным миссионером. Ранее, в 1870-х гг. он служил в этом же храме причетником.
По данным на 1857 год в селе располагался господский деревянный дом Нееловой и водяная мукомольная мельница. В 1859 году в селе проводились 2 ярмарки.
С 1889 года в селе существовала церковно-приходская школа, в ней было 35 учащихся. 30 апреля 1899 года учитель Иван Харламов за заслуги в деле народного образования в духе православной церкви был награждён подарочной Библией, благословение на дальнейшую деятельность подписал первенствующий член Святейшего синода митрополит Киевский Иоанникий (Руднев), подпись была скреплена синодальной печатью. 7 мая 1899 года Иоанн Харламов был хиротонисан во священника к Троицкому храму села Толянищева Юрьевского уезда Владимирской губернии. Впоследствии он служил в храме села Ильинского.
13 ноября 1896 года было преподано благословение Синода активному благотворителю церкви села Ильинского, крестьянину деревни Никифорово Сергию Кашкину, о чём сообщили «Церковные ведомости». Священник Святогеоргиевской церкви Иван Егорович Орлов (род. 1871) в годы гонений на Церковь лишился дома и жил в церковном подвальном помещении бывшей котельной, откуда большевики за несколько лет до того вывезли всё оборудование. Здесь он был арестован в апреле 1938 года и приговорён к 10 годам заключения.
Приход состоял из села Ильинского и деревень Никифорово, Старово, Карповщина и Шиботово, в коих по клировым ведомостям числилось 496 душ мужского пола и 582 женского. В Никифорове стояла деревянная часовня, в которой находились особо чтимая Казанская икона Пресвятой Богородицы. В советское время часовня разорена, в 1980-е годы стала разрушаться, местные жители разобрали её на дрова. Местонахождение иконы неизвестно.
Близ села в 1905 году располагалась лесная сторожка Грачёвых (3 человека, 1 двор).
По дороге от станции Санино в село Ильинское в деревне Старово сохранилась придорожная часовня, построенная во 2-й половине XIX века.
Храм в Ильинском не закрывался. С 1989 года настоятелем является игумен Палладий (в миру Отрошко Алексей Евгеньевич). Храм сохранил своё внутреннее убранство и знаменитую аргуновскую резьбу местных мастеров.
3 сентября 1992 года была совершена попытка вооружённого ограбления храма, успешно отражённая настоятелем и жителями села.

### Промыслы
По данным на 1908 год в селе 16 плотников.

### Помещики
В писцовых книгах 1628 года Ильинское записано за стольником, князем Михаилом Петровичем Пронским.
В 1639 году Ильинское значится вотчиной «князь Петровы жены Володимеровича Ростовского княгини Овдотьи».
В 1673 году в вотчине боярина князя Якова Никитича Одоевского.
До 1800 года селом владел поручик Фёдор Григорьевич Карин.
В 1800 году селом владела дочь Ф. Г. Карина Прасковья Фёдоровна Авдулина, жена ротмистра Николая Михайловича Авдулина.. 
С 1803 года, из-за просроченной закладной по решению Покровского уездного суда село перешло во владение титулярному советнику Андрею Петровичу Салтыкову.
1811 год. Село во владении Прасковьи Фёдоровны Авдулиной.

## Население
| 1859 | 1895 | 1905 | 1926 | 1959 | 1970 | 1979 | 1983 | 2002 |
| ---- | ---- | ---- | ---- | ---- | ---- | ---- | ---- | ---- |
| 126  | ↘106 | ↘105 | ↗130 | ↘47  | ↘32  | ↘15  | ↘11  | ↗14  |
| 2010 | 2021 |      |      |      |      |      |      |      |
| ↘9   | ↘8   |      |      |      |      |      |      |      |

1857 год — 26 дворов, жителей мужского пола 59, женского 71.
1859 год — 18 дворов, 126 жителей (53 мужского пола, 73 женского)
1895 год — 106 жителей (43 мужского пола, 63 женского), из них отхожим промыслом заняты 21 мужчин, 4 подростка (плотники в Москве). Кустарными промыслами не занимаются. 
1905 год — 19 двор, 105 жителей, рядом с селом расположена лесная сторожка Грачёвых 1 двор, 3 жителя

## Объекты культурного и археологического наследия
- Георгиевская церковь — памятник градостроительства и архитектуры регионального значения[20].
- Ограда Георгиевской церкви — памятник градостроительства и архитектуры[21].
- Курганные могильники XI-XII вв.[21]
- Селище «Ильинское», XIV-XVII вв.[21]